# Hugues Pluviôse
Pour les articles homonymes, voir Pluviôse.
Hugues Pluviôse, né le 15 décembre 1971 à Savigny-sur-Orge, est un auteur-compositeur-interprète français.

## Parcours
Salué par la presse (Les Inrocks, Libération, Midi libre...), « Portrait caché », le premier album d’Hugues Pluviôse, sort en janvier 1999. Produit par  'Les Disques Serpentine’, ce disque marque le début de sa collaboration avec Guilhem Granier, ex-membre de groupe  'Madrid’ , qui prend part également à la réalisation de son deuxième album « Les lois de la pesanteur ». Inscrit dans une veine rock minimaliste, cet album sort en janvier 2003 sous le label 'les Disques en chantier'.
Parallèlement, Hugues Pluviôse intervient sur les deux premiers disques de Delphine Coutant, « Alouette »  (2002) et « Comme le café empêche de s'étendre » (2005), puis participe aux tournées qui s'ensuivent. Il compose pour la Vidéo de Création (« La conscience de Svevo » et « portraits documentaires » de Yann Sinic et Nathalie Combe produits par 'Pharos') et pour le Spectacle Vivant (« Samuel, Martha, Elvis » avec compagnie Clo Lestrade ; « Nuit d'orage sur Gaza » et « Le Territoire des Utopies » avec le Groupe Artistique Alice.)
« 12 chansons-lucioles,, », titre de son troisième album, évoque cette « ...obscurité qui fait loi dès que la peau est franchie, cet univers à l'abri dans la profonde température de l'homme. » C'est cet espace intérieur qu’Hugues Pluviôse explore en chansons. Son écriture s'inspire d'auteurs tels que Leonard Cohen, Gabriel Yacoub, Gérard Manset ou Dominique A et ses accompagnements au piano rappellent l'univers d'un John Cale, Nick Cave ou de The Divine Comedy.
« immobile hobo », quatrième opus datant de 2013, a pour thèmes le cheminement, l’échappée, la Route des Clochards Célestes chers à Jack Kerouac ou bien celle des hobos, ces voyageurs clandestins qui vont de ville en ville en se cachant dans les trains de marchandises...
Son nouvel album « Marcher longtemps » est sorti en février 2023.

## Discographie
- 1999 : Portrait caché
- 2003 : Les lois de la pesanteur
- 2008 : 12 chansons-lucioles
- 2013 : immobile hobo
- 2023 : Marcher longtemps